# Monte Redifer
Il Monte Redifer (in lingua inglese: Mount Redifer) è una montagna antartica, alta 2.050 m, situata 6 km a sud del Mount Ellsworth, nei Monti della Regina Maud, in Antartide.   
Il monte è stato mappato dall'United States Geological Survey (USGS) sulla base di ispezioni in loco e foto aeree scattate dalla U.S. Navy nel periodo 1960-64.
La denominazione è stata assegnata dall'Advisory Committee on Antarctic Names (US-ACAN) in onore di Howard D. Redifer (1922-1999), tecnico elettronico delle apparecchiature meteorologiche alla Base Amundsen-Scott nel 1959.